# (2815) Soma
(2815) Soma es un asteroide perteneciente al cinturón de asteroides, descubierto el 15 de septiembre de 1982 por Edward Bowell desde la Estación Anderson Mesa (condado de Coconino, cerca de Flagstaff, Arizona, Estados Unidos).

## Designación y nombre
Designado provisionalmente como 1982 RL. Fue nombrado Soma en homenaje al rompecabezas Cubo Soma.